# Питово
Пѝтово е село в Югоизточна България, община Нова Загора, област Сливен.

## География
Село Питово се намира на около 40 km юг-югозападно от областния център град Сливен, около 26 km изток-югоизточно от общинския център град Нова Загора и около 35 km североизточно от град Раднево. Разположено е в северните склонове на Светиилийските възвишения, чийто най-висок връх Острата вила (Острия чатал, 415,9 m) е на около 3 km запад-югозападно от центъра на селото. Преобладаващият наклон на терена в Питово е на север-североизток; надморската височина в центъра при църквата е около 220 m. Климатът е преходно-континентален.
През Питово минава общински път, който: на северозапад в село Омарчево прави връзка с третокласния републикански път III-555, водещ на запад през село Полско Пъдарево до връзка на около 2 km преди Нова Загора с второкласния републикански път II-55; на изток в село Гълъбинци прави връзка с третокласния републикански път III-6601, водещ на север към град Кермен.
Землището на село Питово граничи със землищата на: село Биково на север; село Гълъбинци на изток; село Златари на юг; село Еленово на югозапад; село Омарчево на запад.
В землището на Питово има 3 микроязовира: „Христомитев кладенец“; „Пенчов кладенец“; „Текиря“.
Населението на село Питово, наброявало 1522 души при преброяването към 1934 г. и 1623 към 1946 г., намалява до 695 към 1992 г. и 208 (по служебен документ на НСИ от 2022-12-31) към 2022 г.
При преброяването на населението към 1 февруари 2011 г. от обща численост 374 лица, за 335 лица е посочена принадлежност към „българска“ етническа група, за 28 – към „ромска“, за 8 към „други“ и за едно – „не отговорили“, а за „турска“ и „не се самоопределят“ не са посочени конкретни данни.

## История
След Руско-турската война (1877 – 1878 г.) по Берлинския договор 1878 г. селото – тогава с име Гердемè – остава в Източна Румелия; присъединено е към България след Съединението 1885 г.. Село Гердеме е преименувано на Пѝтово през 1906 г.
Училище в селото има – според местно предание, от 1875 г. Започнало с около 20 деца по взаимоучителен метод, след Освобождението поради нарасналата численост на населението са създадени 4 отделения (класа) и училището е настанено в къщите, изоставени от единствените две турски семейства в селото. През 1912 г. всяко отделение е било в самостоятелна стая. През 1921 г. е открит първи прогимназиален клас. Поради липса на достатъчен брой ученици за прогимназията, тя е била закривана през 1922/1923 учебна година и периода 1925 – 1931 г., а от учебната 1931/1932 г. е открита като Народна смесена прогимназия „Христо Ботев“. Съществува под името Народно основно училище „Христо Ботев“ до (вероятно) 1976 г., към която година са датирани последните му архивни документи.
Църквата „Свети Кирил и Методий“ в село Гердеме (Питово) е построена – вероятно, скоро след Освобождението.
Читалище в село Питово е основано през 1929 г. (според включената след 2009 г. в наименованието му „Гео Милев 1929“ година на неговото първоначално създаване). Местно предание сочи за неговото създаване 1928 г. Преди да бъде наречено „Гео Милев“, вероятно носи наименованието „Блага вест“.
Кредитната кооперация „Сеяч“ в село Питово е основана на 3 януари 1926 г. и започва дейност от март 1926 г. под наименованието Кредитно кооперативно сдружение „Сеяч“ - село Питово. Основната цел на кооперативното сдружение е да подпомага финансово своите членове във вид на заеми срещу поръчителство. То открива кооперативен магазин в селото за снабдяване с промишлени и бакалски стоки и изкупуване на селскостопански произведения. След национализацията, в края на 1947 г., кредитната кооперация преустановява кредиторската дейност и се обособява като обществена кооперативна търговска организация със задача да обслужва местното население и напълно да задоволява неговите потребности. При тази промяна тя получава наименование Всестранна кооперация „Сеяч“. Под това име кооперацията съществува до 31 март 1960 г., когато се присъединява към Всестранна кооперация „Орач“ – село Омарчево по силата на постановление на Министерския съвет от 1960 г. за уедряване на сродните организации и предприятия.
Трудово кооперативно земеделско стопанство (ТКЗС) е основано в Питово през 1948 г. и обхваща земеделските земи и труда на почти всички домакинства (семейства) в селото. През периода 1959 – 1990 г. дотогавашното ТКЗС – село Питово преминава като съставна част последователно на обединеното ТКЗС (ОТКЗС) – село Омарчево и на Аграрно-промишлен комплекс „Петко Енев“ – Нова Загора. От 1990 г. стопанството в Питово отново е самостоятелно ТКЗС, през периода 1992 – 1995 г. е в процедура на ликвидация, а през 1995 г. по силата на разпоредба в Закона за собствеността и ползването на земеделските земи (ЗСПЗЗ) дейността на ликвидационните съвети е прекратена и стопанството е заличено в регистъра на окръжния съд.

## Обществени институции
Село Питово към 2024 г. е център на кметство Питово.
В село Питово към 2024 г. има:
- действащо читалище „Гео Милев – 1929“;[20]
- православна църква „Свети Кирил и Методий“;[21]
- пощенска станция.[22]

## Културни и природни забележителности
На около 7 km западно от Питово, на връх Свети Илия в Светиилийските възвишения се намират останките от късноантична и средновековна крепост. На върха през 14 век е построен ислямски молитвен дом – Кадемли Баба Теке. Мястото е известно още като Текето, Тюрбето, Тикята, Ердуванлийското кале. Почти до средата на 20 век е наричано Ердуванлийското теке. Първите писмени сведения за Текето са от османския пътешественик Евлия Челеби. Там са погребани мощите на мюсюлманския светец Мусà чобан, известен с прозвището си Кадемлѝ, принадлежал към ордена на бекташите. Тъй като Кадемли бабà е бил овчар, на 6 май мюсюлманите-дервиши идвали да принесат курбан на светеца. Българите вярват, че в този гроб са погребани мощите на свети Илия (Алия). Хора със здравословни проблеми преспиват тук, колят курбан, палят свещи и принасят дарове на светеца. Българите празнуват на Илинден, а турци и цигани-мюсюлмани – на Гергьовден.
На около 2 – 3 km на изток от селото, до язовир „Текиря“, са открити останки от римска баня. Един от мраморните ѝ блокове с размери около 1,5/0,7/0,5 m се намира в двора на Слав Петков Минов (1918 – 1997).
Селото е известно със своите чешми.

## Редовни събития
Традиционният събор на селото е всяка година на 24 май.

## Други
Има редовни автобусни линии Нова Загора – Полско Пъдарево – Омарчево – Питово.

## Известни личности
- Ренета Инджова – Министър-председател (баща ѝ е от селото)
- Мирослав Тихолов – археолог.
- Стоян Джеджев – артист – кукловод. Един от основателите на Държавен куклен театър в гр. София.